# Ейфорія (фільм, 2006)
«Ейфорія» — російський кінофільм режисера Івана Вирипаєва, що вийшов на екрани в 2006. Картина отримала ряд міжнародних і російських кінопремій в різних номінаціях.

## Зміст
Двоє героїв зустрілися в самий розпал п'яних веселощів на весіллі. Одного випадкового погляду вистачило їм, щоб обох захлиснули почуття, які вони не в силах були випробувати раніше. Ця пристрасть робить їх здатними на багато що, але в теж час руйнує звичне життя і віддаляє закоханих від своїх близьких.

## Ролі
| Актор              | Роль |
| ------------------ | ---- |
| Поліна Агурєєва    | -    |
| Максим Ушаков      | -    |
| Михайло Окунєв     | -    |
| Ярославна Серова   | -    |
| Віталій Романюк    | -    |
| В'ячеслав Кокорін  | -    |
| Зоя Задорожна      | -    |
| Максим Литовченко  | -    |
| Мадлен Джабраїлова | -    |
| Євгенія Дмитрієва  | -    |

## Знімальна група
- Режисер-постановник та сценарист — Іван Вирипаєв
- Продюсер — Гія Лордкіпанідзе, Олександр Шейн
- Оператор-постановник: Андрій Найдьонов
- Композитор — Айдар Гайнуллін